# Fayette (Iowa)
Fayette ist eine Kleinstadt (mit dem Status „City“) im Fayette County im US-amerikanischen Bundesstaat Iowa. Das U.S. Census Bureau hat bei der Volkszählung 2020 eine Einwohnerzahl von 1.256 ermittelt.

## Geografie
Fayette liegt im mittleren Nordosten Iowas am Volga River, der über den Turkey River zum Stromgebiet des Mississippi gehört. Dieser bildet rund 60 km östlich die Grenze Iowas zu Wisconsin und Illinois.
Die geografischen Koordinaten von Fayette sind 42°50′31″ nördlicher Breite und 91°48′08″ westlicher Länge. Die Stadt erstreckt sich über eine Fläche von 3,83 km². An der nordöstlichen Stadtgrenze beginnt mit der Volga River State Recreation Area ein State Park.
Nachbarorte von Fayette sind West Union (15 km nördlich), Elgin (25,6 km nordöstlich), Wadena (15,6 km östlich), Arlington (18,9 km südöstlich), Stanley (23,1 km südlich), Oelwein (26,7 km südsüdwestlich), Maynard (14,2 km südwestlich), Sumner (24 km westlich), Randalia (9 km westnordwestlich) und Hawkeye (22,5 km nordwestlich).
Die nächstgelegenen größeren Städte sind La Crosse in Wisconsin (156 km nordnordöstlich), Wisconsins Hauptstadt Madison (245 km östlich), Dubuque an der Schnittstelle der Staaten Iowa, Wisconsin und Illinois (125 km ostsüdöstlich), die Quad Cities in Iowa und Illinois (239 km südöstlich), Cedar Rapids (113 km südlich), Waterloo (82,9 km südwestlich), Iowas Hauptstadt Des Moines (264 km in der gleichen Richtung) und Rochester in Minnesota (174 km nordnordwestlich).

## Verkehr
Der Iowa State Highway 150 führt in Nord-Süd-Richtung als Hauptstraße durch Fayette und trifft im Stadtzentrum an dessen westlichem Endpunkt auf den Iowa State Highway 93. Alle weiteren Straßen sind untergeordnete Landstraßen, teils unbefestigte Fahrwege sowie innerörtliche Verbindungsstraßen.
Die nächstgelegenen Flughäfen sind der Waterloo Regional Airport (82,7 km südwestlich) und der Eastern Iowa Airport von Cedar Rapids (127 km südlich).

## Bevölkerung
Nach der Volkszählung im Jahr 2010 lebten in Fayette 1338 Menschen in 434 Haushalten. Die Bevölkerungsdichte betrug 349,3 Einwohner pro Quadratkilometer. In den 434 Haushalten lebten statistisch je 2,18 Personen.
Ethnisch betrachtet setzte sich die Bevölkerung zusammen aus 88,6 Prozent Weißen, 6,7 Prozent Afroamerikanern, 1,9 Prozent Asiaten, 0,1 Prozent Polynesiern sowie 1,0 Prozent aus anderen ethnischen Gruppen; 1,6 Prozent stammten von zwei oder mehr Ethnien ab. Unabhängig von der ethnischen Zugehörigkeit waren 2,8 Prozent der Bevölkerung spanischer oder lateinamerikanischer Abstammung.
11,9 Prozent der Bevölkerung waren unter 18 Jahre alt, 74,0 Prozent waren zwischen 18 und 64 und 14,1 Prozent waren 65 Jahre oder älter. 48,1 Prozent der Bevölkerung waren weiblich.
Das mittlere jährliche Einkommen eines Haushalts lag bei 40.052 USD. Das Pro-Kopf-Einkommen betrug 18.323 USD. 23,1 Prozent der Einwohner lebten unterhalb der Armutsgrenze.

## Bekannte Bewohner
- James Perry Conner (1851–1924) – republikanischer Abgeordneter des US-Repräsentantenhauses (1900–1909) – studierte in Fayette
- William E. Fuller (1846–1918) – republikanischer Abgeordneter des US-Repräsentantenhauses (1885–1889) – studierte in Fayette
- Milton C. Garber (1867–1948) – republikanischer Abgeordneter des US-Repräsentantenhauses (1923–1933) – studierte in Fayette
- George Arthur Mathews (1852–1941) – republikanischer Abgeordneter des US-Repräsentantenhauses (1889) – studierte in Fayette

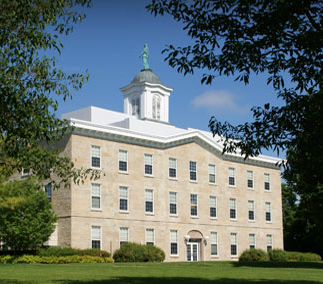
Die Alexander Dickman Hall der Upper Iowa University

## Bildung
In Fayette befindet sich die Upper Iowa University, ein 1857 gegründetes privates College mit 900 Studenten.